# Gustavo San Román
Gustavo San Román (13 de abril de 1956) es un académico uruguayo que actualmente trabaja en la Universidad de Saint Andrews, en Escocia.

## Biografía
San Román comenzó sus estudios académicos en Uruguay y los terminó en el Reino Unido, donde emigró siendo muy joven. Cursó estudios de maestría en la Universidad de Nottingham y posteriormente hizo un doctorado en la Universidad de Cambridge. Desde 1989 es profesor en la Universidad de Saint Andrews. 
Su principal área de interés académico es la literatura y la cultura de las naciones hispanoamericanas. En ese marco general, concentra su investigación en dos áreas muy concretas: 
- La historia cultural del Uruguay, en particular la influencia de los escritores que lograron trascender más allá de las fronteras del país, más concretamente la de José Enrique Rodó, Juana de Ibarbourou y Juan Carlos Onetti. En ese marco referencial, su trabajo busca identificar ciertas características de una identidad cultural uruguaya.

- Como contrapartida, también está interesado en la influencia de los inmigrantes de origen gallego y escocés en Latinoamérica.

### Rodó en Inglaterra
Uno de los libros de San Román que más repercusión tuvo en la prensa uruguaya fue Rodó en Inglaterra: La influencia de un pensador uruguayo en un ministro socialista británico. Allí, el autor describe como la obra del pensador uruguayo José Enrique Rodó condujo a la creación de un movimiento, el Arielismo (que recibe su nombre de Ariel, personaje de William Shakespeare en La tempestad), que no sólo influyó a pensadores de toda Hispanoamérica sino que también tuvo eco en Estados Unidos, España, Francia e Inglaterra, en este último país fundamentalmente a través de la lectura que de ella hizo el político socialista de origen galés Aneurin Bevan, quien como Ministro de Salud durante el gobierno de Clement Attlee, creó en 1948 el Servicio Nacional de Salud.

## Obra escrita[2]

### En español
- Amor y nación: Ensayos sobre literatura uruguaya. Linardi y Risso, Montevideo 1997).
- Rodó en Inglaterra: La influencia de un pensador uruguayo en un ministro socialista británico (Asociación de Amigos de la Biblioteca Nacional, Montevideo, 2002)
- Juan Zorrilla de San Martín, "Tabaré" (Simancas, 2003).
- Los cálices vacíos : poesías / Delmira Agustini (Hiperión, 2005).
- José Alonso y Trelles ("El Viejo Pancho"), Obras completas, Linardi y Risso, Montevideo, 2005).
- Soy Celeste: investigación sobre la identidad de los uruguayos (Fin de Siglo, Montevideo, 2007).
- Os vínculos culturais Galicia-Uruguay. José Alonso y Trelles / Juana de Ibarbourou: Actas do congreso celebrado en Ribadeo e Lourenzá, 14, 15 e 16 de setembro de 2007 (Deputacion de Lugo, Galicia, 2010).
- Sentir el lugar: Diálogos Uruguay - Escocia (con G. Cordery & B. Vegh, Linardi y Risso, Montevideo, 2011).
- José Enrique Rodó: La genealogía y el contexto familiar (Biblioteca Nacional, Montevideo, 2014).

### En otros idiomas
- "Paja Brava" de El Viejo Pancho e outras obras de José A. y Trelles. A Galician edition of the works of a Galician-born Uruguayan gaucho poet (Centro Ramón Piñeiro para a Investigación en Humanidades, 1998).
- Onetti and Others. Comparative Essays on a Major Figure in Latin American Literature (SUNY press, 1999).
- Assertive Hispanisms: Tensions and affirmations in cultural identity: Special Issue of Forum for Modern Language Studies (como editor, Oxford University Press, 2000)
- This America We Dream Of: Rodó and "Ariel", One Hundred Years On (Institute of Latin American Studies, 2001)